# Полоз різнобарвний
Полоз різнобарвний, полоз різноколірний (Hemorrhois ravergieri) — рід змій родини полозових (Colubridae). Умовно отруйна змія (реальної небезпеки для людини, як правило, не становить). Описано 2 підвиди. 
Інша назва «плямиста батогова змія».

## Опис
Загальна довжина коливається від 100 до 150 см. Хвіст значно коротше за тулуб. Голова чітко відмежована від значно більш тонкої шиї. Кінчик морди тупо закруглений. Луска тулуба з добре вираженими, нерізкими реберцями, на кожному з яких по 2 апікальні пори. З боків черева помітне ребро, утворене черевними щитками. Навколо середини тіла є 21 луска. Черевних щитків — 189—223, підхвостових щитків — 70—99 пар. 2 верхньогубних щитка поєднані з оком. 
Верхня сторона тулуба має бурувато-сіре або сірувато-коричневе забарвлення. Малюнок й забарвлення дуже коливається. Для цього виду характерний поздовжній рядок бурих, бурувато-коричневих або майже чорних, поперечних або косих смужок, які проходить уздовж спини. Вони в деяких місцях зливаються в одну суцільну зигзагоподібну смугу. Кількість темних плям уздовж спини більше 60. Дрібніші плями того ж кольору проходять 1—2 рядками з кожного боку тулуба. Уздовж хвоста є 3 темні смуги. які виглядають як подовження тулубних плям. На верхній стороні голови невеликі, у світлій окантовці, плями, які утворюють правильний малюнок. Від краю ока до кута рота тягнеться темна коса смужка, більш коротка проходить під оком. Черево жовтувато-рожевого кольору з темними цятками. 

## Поширення
Мешкає від Греції та східної Анатолії (Туреччина), Закавказзя через Середню Азію (Туркменістан, Узбекистан, Таджикистан) й Казахстан до Афганістану та північно-західного Китаю (Уйгурія), Монголії. 

## Спосіб життя
Полюбляє кам'янисті схили, скелі, порослі чагарником, зарості по берегах річок, ксерофітні місцини в ущелинах й сухих саях, у руїнах та садибах. Зустрічається на висоті до 2300 м над рівнем моря. Ховається у порожнечах та тріщинах у ґрунті, під камінням, у скелях і лесових урвищах, норах гризунів, сизоворонок, берегових ластівок й черепах. Після зимівлі з'являється в наприкінці березня — на початку квітня. Активність триває до жовтня-листопада, в найбільш південних частинах ареалу вона може закінчуватися лише у середині грудня. У разі небезпеки голосно шипить і намагається сховатися. Будучи спійманим, кусається, його слина може викликати сильне отруєння. 
Харчується ящірками, дрібними птахами та їх пташенятами, дрібними ссавцями. 
Це яйцекладна змія. Самиця у червні — липні відкладає 5—18 яєць розміром 17—24 х 30—45 мм. Молоді полози з'являються у середині — наприкінці вересня з довжиною 19—22 см. 

## Підвиди
- Hemorrhois ravergieri cernovi
- Hemorrhois ravergieri ravergieri